# Richard Alonso
Pour les articles homonymes, voir Alonso.
Pas d'image ? Cliquez ici

a Compétitions nationales et continentales officielles uniquement.

b Matchs officiels uniquement.
Richard Alonso, né le 22 septembre 1948 à Paraza et mort le 28 avril 2022 à Narbonne, est un joueur de rugby à XIII international français évoluant au poste d'ailier ou de centre dans les années 1960, 1970 et 1980.
Il reste tout au long de sa carrière au sein du même club - le FC Lézignan. Avec son club, il joue tout au long des années 1970 les premières rôles dans le Championnat de France avec un titre obtenu en 1978 aux côtés d'Éric Waligunda et Michel Maïque, ajouté d'un titre de Coupe de France en 1970. Ses performances en club l'amènent à être sélectionné en équipe de France à deux reprises contre la Grande-Bretagne en 1972 et 1974. Un auteur lui donne le surnom de « vrai perce muraille ».

## Biographie
Début en juniors avec US Ginestas XIII reserve de Lézignan-Corbières en 1965.
Il se marie avec Monique et a deux enfants, Annick et Jérôme. Ce dernier est devenu joueur de rugby à XIII à Lézignan et Carpentras. Il décède en 2022 six mois après la disparition du capitaine champion de France 1978 Michel Maïque, son partenaire de club Éric Waligunda déclare : « On est anéanti. on se remet tout juste de la disparition de Michel [Maïque] et c'est un autre monument qui s'en va. En 1978, ce n'est pas une équipe, mais une famille qui a été championne de France ».

## Palmarès
- Collectif :
  - Vainqueur du Championnat de France : 1978 (Lézignan).
  - Vainqueur du Coupe de France : 1970 (Lézignan).
  - Finaliste du Championnat de France : 1976 (Lézignan).
  - Finaliste du Coupe de France : 1974 et 1978 (Lézignan).

### Détails en sélection
| 1. | 6 février 1972  | Grande-Bretagne | 9-10 | Test-match | Ailier | - | - | - | - |
| 2. | 17 février 1974 | Grande-Bretagne | 0-29 | Test-match | Ailier | - | - | - | - |

### En club
| Saison    | Saison   | Championnat           | Championnat | Championnat | Championnat | Championnat | Championnat | Championnat |
| Saison    | Saison   | Compétition           | M           | Pts         | Ess.        | Buts        | Dp.         |             |
| --------- | -------- | --------------------- | ----------- | ----------- | ----------- | ----------- | ----------- | ----------- |
| 1967-1968 | Lézignan | Championnat de France | ?           | -           | -           | -           | -           |             |
| 1968-1969 | Lézignan | Championnat de France | ?           | -           | -           | -           | -           |             |
| 1969-1970 | Lézignan | Championnat de France | ?           | -           | -           | -           | -           |             |
| 1970-1971 | Lézignan | Championnat de France | ?           | -           | -           | -           | -           |             |
| 1971-1972 | Lézignan | Championnat de France | ?           | -           | -           | -           | -           |             |
| 1972-1973 | Lézignan | Championnat de France | ?           | -           | -           | -           | -           |             |
| 1973-1974 | Lézignan | Championnat de France | ?           | -           | -           | -           | -           |             |
| 1974-1975 | Lézignan | Championnat de France | ?           | -           | -           | -           | -           |             |
| 1975-1976 | Lézignan | Championnat de France | ?           | -           | -           | -           | -           |             |
| 1976-1977 | Lézignan | Championnat de France | ?           | -           | -           | -           | -           |             |
| 1977-1978 | Lézignan | Championnat de France | ?           | -           | -           | -           | -           |             |
| 1978-1979 | Lézignan | Championnat de France | ?           | -           | -           | -           | -           |             |
| 1979-1980 | Lézignan | Championnat de France | ?           | -           | -           | -           | -           |             |
| 1980-1981 | Lézignan | Championnat de France | ?           | -           | -           | -           | -           |             |
| 1981-1982 | Lézignan | Championnat de France | ?           | -           | -           | -           | -           |             |